# 相良牧之原インターチェンジ
相良牧之原インターチェンジ（さがらまきのはらインターチェンジ）は、静岡県牧之原市の東名高速道路上にあるインターチェンジ（開発インターチェンジ）である。
かつての出口標識の表記は「相良 御前崎」となっており、下に「相良牧之原IC」と小さく書かれていた。

## 道路
- E1 東名高速道路（13-1番）
- 金谷御前崎連絡道路

## 歴史
- 1993年（平成5年）3月25日 : 供用開始。

## 接続する道路
- 国道473号
- 静岡県道235号菊川榛原線

## 料金所
- ブース数 : 6

### 入口
- ブース数 : 3
  - ETC専用 :　２
  - ETC/一般 : 1

### 出口
- ブース数 : 4
  - ETC専用 : 3
  - 一般 : 1

## 建設の経緯
吉田IC - 菊川IC間に新たなインターチェンジの建設を求める運動が1970年代中ごろから周辺市町村で活発になり、1978年に榛原郡南北縦貫道路建設促進規制同盟会が設立、1986年には牧之原インターチェンジ増設促進期成同盟会となり建設運動を推し進めた。当初は日本道路公団を建設主体とする方向であったが、周辺の土地を開発して工業団地を造り分譲販売することによって得た利益でインターチェンジの建設費を捻出するという開発インターチェンジとして建設されることになった。
1988年3月、静岡県と掛川市・島田市・小笠郡5町・榛原郡8町が発起株主となり金融機関やゼネコンが参加し、資本金 1億4200万円で第三セクター 牧之原総合開発公社が設立された。社長にはインターチェンジの建設地である榛原郡相良町の町長が就任した。
建設費の総額は45億円で、その内、日本道路公団が12億円、取り付け道路の建設整備に県と相良町が4億円、牧之原総合開発公社29億円を負担した。公社の負担分は、NTT株売却益で社会資本を整備をすることを目的とした特別措置法によって無利子で15億円を、金融機関から14億円を借り入れ賄った。公社はこの借入金29億円返済のためにインターチェンジに程近い約30haの土地に白井工業団地を建設した。工業団地の建設費53億円はすべて金融機関から借り入れることになった。
1993年に相良牧之原インターチェンジが完成し、1995年には工業団地が完成したがバブル崩壊後の景気低迷により思ったように分譲地の売却は進まなかった。土地販売価格の値下げを余儀なくされ最後の土地売買契約が締結されたのは2007年になってからで公社には27億円の負債が残った。同年9月の株主総会で公社は解散、負債はすべて金融機関が負担することとなり、懸案となっていた税金の投入は避けられた。

## 周辺
牧之原台地の上にあり、辺り一面には茶畑が広がっている。インター近くに切り立った傾斜地がいくつか点在するため、誤って転落しないよう注意を要する。
- 富士山静岡空港
- ふじのくに茶の都ミュージアム（旧島田市お茶の郷博物館）
- 金谷駅
- 相良カントリー倶楽部
- スズキ相良工場
- 御前崎
- 浜岡原子力発電所
- 道の駅風のマルシェ 御前崎

## 隣
E1 東名高速道路
(13)吉田IC - 牧之原SA - (13-1)相良牧之原IC - (14)菊川IC